# Wilhelm Messerschmidt von Arnim
Wilhelm Ferdinand Friedrich Gustav Messerschmidt, ab 1820 Messerschmidt genannt von Arnim, (* 29. April 1797 in Belgard; † 26. Juni 1860 in Berlin) war ein preußischer Generalmajor.

## Leben

### Herkunft

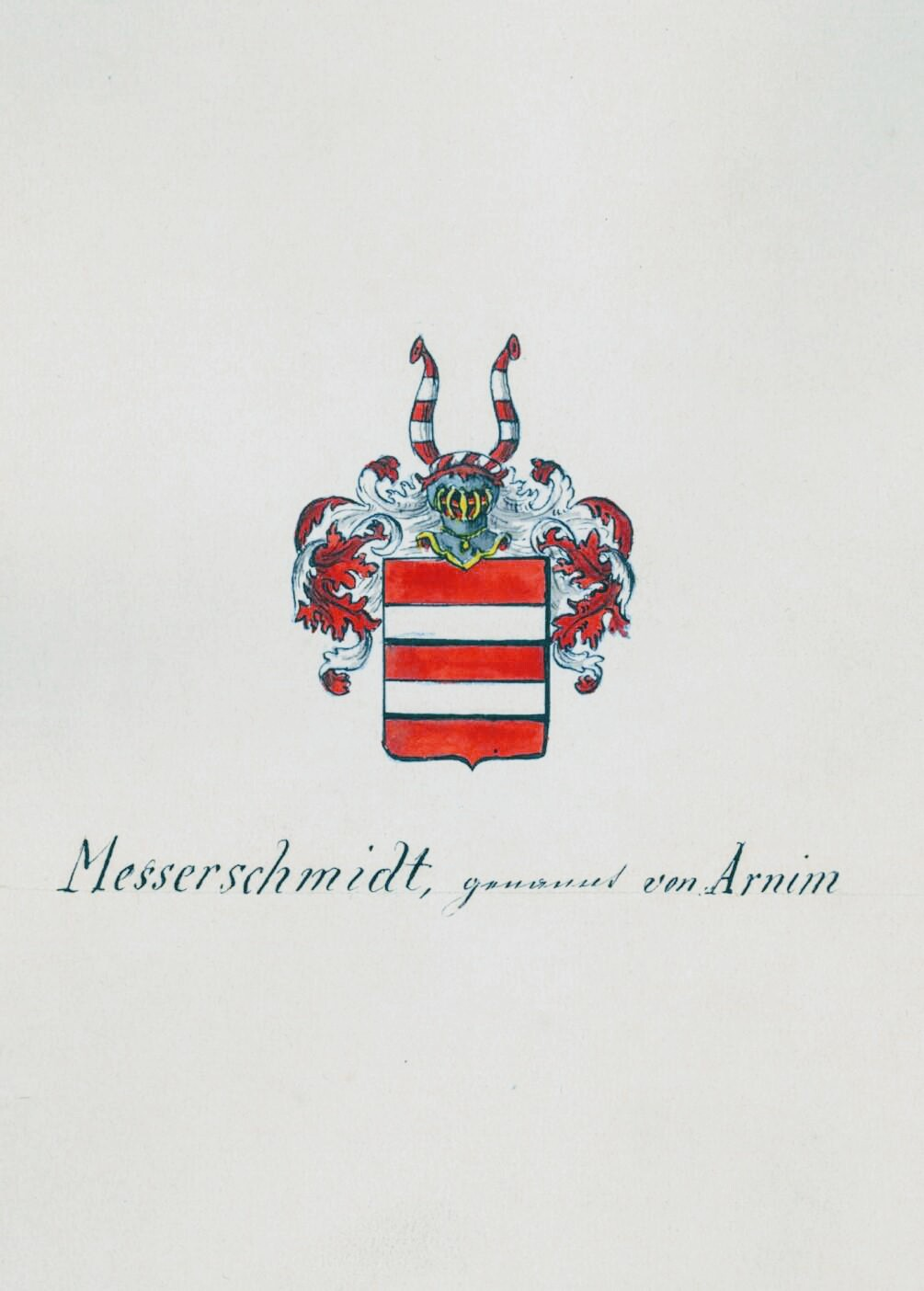
Wappen derer Messerschmidt genannt von Arnim

Er war der Sohn des Feldpredigers und Superintendenten Christian Wilhelm Messerschmidt (1754–1804) und dessen Ehefrau Anna Katharina Eleonore, geborene von Mitzlaff. Zusammen mit seinem Bruder Friedrich August Messerschmidt wurde er von Ferdinand von Arnim adoptiert. Die beiden wurden am 10. Mai 1820 unter dem Namen Messerschmidt genannt von Arnim in den erblichen preußischen Adelsstand erhoben.

### Militärkarriere
Messerschmidt trat am 3. Mai 1813 als Husar in das Pommersche Husaren-Regiment der Preußischen Armee ein. Für seine Teilnahme an den Befreiungskriegen erhielt er das Eiserne Kreuz II. Klasse und avancierte bis Januar 1817 zum Sekondeleutnant. Als solcher wurde Messerschmidt Mitte April 1819 in das 1. Garde-Ulanen-Regiment versetzt und stieg bis Mitte Dezember 1828 zum Premierleutnant auf. Mit seiner Beförderung zum Rittmeister folgte am 30. März 1839 die Versetzung in das Regiment der Gardes du Corps. Nach Verwendungen als Eskadronchef rückte Messerschmidt als Major am 27. April 1848 in den Regimentsstab auf. Vom 7. November 1850 bis zum 10. Februar 1851 war er kurzzeitig mit der Führung des 1. Garde-Landwehr-Kavallerie-Regiments beauftragt. Am 11. März 1852 ernannte man ihn zum Kommandeur des 7. Kürassier-Regiments und in dieser Stellung wurde Messerschmidt am 23. März 1852 zum Oberstleutnant sowie am 13. Juli 1854 zum Oberst befördert. Daran schloss sich vom 20. Juli 1854 bis zum 21. Oktober 1856 eine Verwendung als Kommandeur des Garde-Kürassier-Regiments in Berlin an. Anschließend erhielt Messerschmidt das Kommando über die 6. Kavallerie-Brigade in Brandenburg an der Havel. In dieser Stellung wurde ihm am 1. Januar 1858 der Rote Adlerorden II. Klasse mit Eichenlaub verliehen und Messerschmidt am 22. Mai 1858 zum Generalmajor befördert. Am 20. Juni 1859 erhielt er seinen Abschied mit der gesetzlichen Pension.

### Familie
Messerschmidt hatte sich am 25. Oktober 1822 in Königsberg mit Karoline Sophie Kundenreich (1798–1872) verheiratet. Sie wurden beide nach ihrem Tod auf dem Invalidenfriedhof beigesetzt. Aus der Ehe gingen vier Kinder hervor:
- Friedrich Wilhelm Ferdinand Anton (1824–1844), preußischer Leutnant im Garde-Husaren-Regiment
- August Karl Eugen (1825–1894), preußischer Major a. D. ⚭ 9. November 1869 in Berlin Josephine von Lochow (1839–1899)
- Anna Sophie (* 1827) ⚭ 19. Juni 1845 in Charlottenburg Gustav von Blumenthal, Herr auf Segenthin und Deutsch Puddiger
- Friederike Elisabeth (1834–1897) ⚭ 31. Mai 1854 in Halberstadt Richard von Bülow († 1895), Herr auf Groß Brunsrode, Braunschweiger Kammerherr